# Dia Pi
El Dia Pi és una celebració que commemora la constant matemàtica π (pi). El Dia Pi se celebra el 14 de març (en el format de calendari mes/dia, 3/14 que representen els tres dígits més representatius de la constant expressada en notació decimal). Val a dir doncs que, matemàticament parlant, no hi ha cap relació directa entre el nombre pi i el 14 de març, puix que els dígits 3, 1 i 4 en un cas venen donats per una representació en base 10 i en l'altra per una representació mixta (sistema de dies i mesos) que no té res a veure amb la base 10. Tot i així, el 2009 la Cambra de Representants dels Estats Units va donar suport a la designació del dia Pi. El va crear Larry Shaw el 1989.
El Dia de l'aproximació de Pi se celebra el 22 de juliol (en el format de calendari dia/mes, 22/7, ja que aquesta fracció és una aproximació comuna a la constant).
El Dia Pi de l'any 2015 va tenir una significació especial pel fet que el 3/14/15 (data en format anglosaxó) a les 9:26:53 a.m. i p.m., amb la data i l'hora es podien representar els 10 primers dígits de pi.
El Dia Pi de l'any 2018 va morir el físic teòric, cosmòleg i divulgador científic Stephen Hawking. El físic Albert Einstein també nasqué un 14 de març, el de 1879.